# Beneath the Encasing of Ashes
Albums de As I Lay Dying
As I Lay Dying / American Tragedy
(2002)
Beneath the Encasing of Ashes est le premier album studio du groupe de metalcore californien As I Lay Dying. Il est sorti le 12 juin 2001 sous le label Pluto Records.

L'ensemble des titres de cet album est également présent sur la compilation A Long March: The First Recordings publié par le groupe en 2006. Toutefois, la piste Beneath the Encasing of Ashes est plus courte sur cette compilation que la version originale.

## Liste des morceaux
1. Beneath the Encasing of Ashes — 03:03
2. Torn Within — 01:46
3. Forced to Die — 02:43
4. A Breath in the Eyes of Eternity — 02:58
5. Blood Turned to Tears — 01:38
6. The Voices That Betray Me — 02:58
7. When this World Fades — 02:32
8. A Long March — 01:56
9. Surrounded — 00:50
10. Refined by Your Embrace — 01:44
11. The Innocence Spilled — 03:36
12. Behind Me Lies Another Fallen Soldier — 04:13

## Membres du groupe
- Tim Lambesis — chant
- Evan White — guitare
- Noah Chase — guitare basse
- Jordan Mancino — batterie
- Johnny Utah — chant

## Collaborateurs
- Nolan Brett - mastering
- Brian Cobbel - producteur délégué
- Jeff Forest - ingénieur
- Tim Lambesis - producteur
- Eric Shirey - producteur délégué
- Evan White - producteur[1]